# New York Film Critics Circle Awards 1952
La 18ª edizione della cerimonia dei New York Film Critics Circle Awards, annunciata il 29 dicembre 1952, si è tenuta il 17 gennaio 1953 ed ha premiato i migliori film usciti nel corso del 1952.

## Vincitori

### Miglior film
- Mezzogiorno di fuoco (High Noon), regia di Fred Zinnemann

### Miglior regista
- Fred Zinnemann - Mezzogiorno di fuoco (High Noon)

### Miglior attore protagonista
- Ralph Richardson - Ali del futuro (The Sound Barrier)

### Miglior attrice protagonista
- Shirley Booth - Torna, piccola Sheba (Come Back, Little Sheba)

### Miglior film in lingua straniera
- Giochi proibiti (Jeux interdits), regia di René Clément • Francia